# La Famille du Vourdalak
Fragments inédits des Mémoires d'un inconnu
La Famille du Vourdalak est une nouvelle gothique d'Alexis Konstantinovitch Tolstoï, écrite en 1839 en français et intitulée à l'origine La Famille du Vourdalak : Fragments inédits des Mémoires d'un inconnu. Tolstoï l'a écrite à 22 ans lors d'un voyage en France depuis Francfort-sur-le-Main, où il était attaché à l'ambassade de Russie.
Il a été traduit en russe par Boreslav Markevitch (ru), sous le titre Семья вурдалака (Semia vourdalaka), publié pour la première fois dans Le Messager russe en janvier 1884. Le texte original en français a été publié en 1950, dans la Revue des études slaves, vol. 26. Le Rendez-vous dans 300 ans, écrit à peu près à la même époque et que l'on peut considérer comme une suite (car le marquis d'Urfe et la duchesse de Gramont y apparaissent), a été publié pour la première fois dans le recueil Le Poète Alexis Tolstoï d'André Lirondelle (Paris, 1912),.
Le mot « vourdalak » apparaît pour la première fois dans l'œuvre d'Alexandre Pouchkine au début du XIXe siècle et a été repris dans la langue littéraire russe après Pouchkine. Il s'agit d'une déformation de mots désignant des vampires (à l'origine probablement des loups-garous) dans le folklore slave et balkanique - cf. vǎlkolak, volkodlak, volkolak, vukodlak, wurdulak, etc. en slave, Vârcolac en roumain et Vrykolakas en grec (tous deux empruntés au terme slave).

## Synopsis
Le récit-cadre commence à la fin du Congrès de Vienne en 1815. Tolstoï écrit du point de vue d'un officier de l'armée russe qui se réunissait au Palais Schwarzenberg avec d'autres envoyés restés à Vienne. Le soir, on leur racontait des histoires sur leur vie ou leur pays d'origine.
Le marquis d'Urfé, émigré après la Révolution française, raconta un soir qu'en 1769, il était dans une relation malheureuse avec la duchesse de Gramont, raison pour laquelle il décida d'entreprendre un voyage diplomatique pour Louis XV auprès de l'hospodar de Moldavie. Avant son départ, la duchesse lui offre un héritage familial, une petite croix. Dans un petit village de Serbie, il fait une halte dans la maison d'une famille. L'arrivée soudaine de l'hiver l'empêche alors de repartir plus tôt et il doit y rester quelque temps.
Dès son arrivée à l'auberge, il remarque immédiatement la tension qui pèse sur tous les membres de la famille, et tout particulièrement sur le chef de famille Georges (en allemand Georg, en serbe Đorđe). Bien que le marquis veuille se retirer à son arrivée pour ne pas être un poids pour la famille abattue, Georges lui explique ce qui est à l'origine de cette humeur déprimée. Gorcha, le père de Georges, est soudainement parti un jour pour traquer Alibek, un brigand turc qui se trouverait dans les montagnes. Maintenant, Georges, son frère Piotr (Piotr en allemand, Petar en serbe) et sa sœur Sdenka attendent le retour de leur père. Peu avant son départ, Gorcha avait demandé à ses enfants de l'attendre jusqu'au dixième jour inclus, mais de lui fermer ensuite définitivement les portes, car, selon Gorcha, il ne s'agirait plus du père de Georges, Piotr et Sdenka, mais d'un être totalement différent - un Vourdalak.
Un Vourdalak, explique le narrateur, est en principe exactement comme un vampire, à l'exception du fait qu'il ne s'attaque qu'aux membres de la famille et aux amis proches. Le jour de l'arrivée du marquis d'Urfé est celui de l'expiration du délai de dix jours, et peu après son arrivée, les habitants de la maison remarquent une silhouette qui s'approche et qui s'avère être effectivement Gorcha. Piotr, Sdenka, la femme de Georges et les fils de ce dernier sont ravis de retrouver le vieil homme sain et sauf. Georges reste cependant méfiant, car il n'est pas sûr que son père soit revenu quelques minutes trop tard. Le vieux Gorcha lui semble changé et Piotr et Sdenka ne peuvent s'empêcher de remarquer que leur père est différent. Il est extraordinairement peu aimable et ne prend pas son dîner. Malgré tout, ils parviennent à convaincre provisoirement leur frère que tout va bien avec leur père et qu'il a juste besoin d'un peu de repos.
La nuit suivante, le narrateur a l'étrange impression que Gorcha se trouve dans sa chambre et qu'il se dirige lentement vers lui. Tétanisé par la peur, il n'ose tout d'abord pas bouger, mais lorsqu'il sent l'haleine cadavérique du vieil homme, il se réveille et constate que tout cela n'a pu être qu'un rêve. Personne ne se trouve dans sa chambre. Cependant, le vieux Gorcha se tient devant sa fenêtre, le fixe sans ciller puis disparaît. Après quelques instants, le marquis entend le vieil homme convaincre l'enfant aîné de Georges, qui dort dans la chambre voisine, de sortir avec lui. Bien qu'il ne croie pas aux histoires étranges qu'on lui a racontées, il essaie tout de même d'empêcher Gorcha d'emmener l'enfant avec lui — en vain, car la porte de sa chambre est fermée. Il appelle et réveille Georges, qui se précipite immédiatement pour récupérer son enfant. Après un certain temps, Georges revient avec son fils dans les bras. En revanche, il n'y a aucune trace de Gorcha.
La nuit suivante, le narrateur se sent à nouveau observé par Gorcha, mais cette fois, il ne peut pas bouger un muscle. Une fois de plus, le vieil homme se rend à la fenêtre de la chambre voisine et persuade son petit-fils de lui donner un baiser. Cette fois encore, d'Urfé parvient à réveiller le père de l'enfant. Le petit garçon est inconscient et très faible, il ne se souvient pas non plus de la raison de son évanouissement. Il sait cependant que son grand-père lui a rendu visite. Gorcha disparaît à nouveau sans laisser de traces. Bien que toute la famille passe le reste de la nuit à s'occuper affectueusement du garçon, celui-ci meurt à l'aube.
Entre-temps, le dégel s'est produit et d'Urfé sait que le moment de son départ approche à grands pas. Cela ne lui convient pas tout à fait, car il est tombé amoureux de la jeune et jolie Sdenka, la sœur de Georges et Piotr. Une nuit, ne pouvant plus contenir sa passion pour elle, il se rend dans sa chambre et lui demande de ne passer qu'une seule heure avec lui. Sdenka se montre réticente et renvoie à son frère qui n'accepterait jamais une union. Mais tout cela ne fait que le rendre encore plus passionné. Soudain, ils remarquent tous les deux le visage pâle comme la cendre de Gorcha, qui les observe de l'extérieur. Pour ajouter à l'horreur, d'Urfé sent une main lourde se poser sur son épaule : c'est Georges qui lui demande d'un ton sec ce qu'il vient faire dans la chambre de Sdenka. D'Urfé ne peut que se référer à Gorcha pour se sortir de cette situation oppressante.
Le jour suivant, lorsque Gorcha réapparaît soudainement pour le repas, Georges lui demande de dire les grâces et, comme son père refuse, il le maudit et l'accuse de la mort de son enfant. Il saisit le pieu qu'il avait préparé et se jette sur Gorcha dans l'intention de lui transpercer le cœur, mais le vieil homme parvient à se ressaisir et s'enfuit dans la forêt. Georges le poursuit et lorsqu'il revient le soir, il est pâle et taciturne. Peu de temps après, il s'approche tout de même du narrateur et lui annonce gentiment que son séjour à l'auberge est désormais terminé, qu'il doit partir tôt le lendemain matin et qu'il n'est pas nécessaire de faire personnellement ses adieux au reste de la famille. C'est donc le cœur lourd que d'Urfé part effectivement le lendemain matin et se jure, en rentrant chez lui, de revenir dans ce village.
Après un certain temps, une fois ses affaires diplomatiques terminées, le protagoniste revient dans la région où se trouve le village de Georges. Il ne pense plus à Sdenka et à sa famille. Pour cette raison, il décide de passer la nuit dans un vieux monastère. Chez le vieil ermite qui gère l'ancien monastère comme auberge, d'Urfé apprend ce qui s'est passé récemment dans le village. Georges avait certes empalé et enterré le vieux Gorcha, mais l'enfant plus âgé avait déjà été aspiré par Gorcha. Il était sorti de sa tombe et était rentré chez lui pour frapper à la porte de sa mère. Bien que celle-ci ait assisté à ses funérailles, la mère de son fils a eu pitié de lui et lui a ouvert. L'enfant attaqua sa mère et but son sang ; elle se releva également de sa tombe et but le sang de son plus jeune enfant, puis celui de son mari et enfin celui de son beau-frère Piotr. Ainsi, petit à petit, tout le village fut transformé en Vourdalaks.
Le narrateur rejette toute l'histoire comme un fantasme et se rend malgré tout à la maison de Georges dans le village. Une fois sur place, il la trouve abandonnée. À l'exception de Sdenka, aucun membre de la famille n'est présent. Sdenka tente d'abord de convaincre d'Urfé de partir le plus vite possible, mais soudain son comportement change et elle lui demande, comme le narrateur l'avait fait de son côté des mois auparavant, de passer une seule heure avec lui. Ils se caressent et, lors d'une étreinte, la petite croix qu'il porte autour du cou lui transperce la poitrine. La femme qu'il considérait il y a quelques instants comme le plus bel être sur terre lui apparaît à cet instant pour ce qu'elle est réellement : un cadavre qui, marqué par la mort, n'est plus contrôlé que par celle-ci. Son sourire n'est plus qu'une horrible grimace que la tombe a inscrite sur son visage sans vie. C'est alors seulement que le protagoniste remarque que la maison est entourée de vampires qui attendent manifestement que Sdenka endorme le narrateur et le livre en pâture à tous. Sous prétexte de s'occuper de son cheval, il quitte la pièce en promettant de revenir tout de suite. Mais, déterminé, il saute sur son cheval et, poursuivi par des hordes de morts-vivants, il parvient finalement à s'échapper.

## Étymologie du titre
Le mot « Vourdalak » est ici un synonyme de vampire, un mot couramment utilisé dans la littérature d'horreur. Les histoires de vampires n'étaient pas populaires dans la première moitié du XIXe siècle, mais vingt ans avant l'écriture de La Famille du vourdalak, l'Anglais John Polidori a publié l'histoire Le Vampire - c'était la première œuvre de fiction sur ces créatures assoiffées de sang. Dans la littérature russe, le néologisme « vourdalak » a été utilisé pour la première fois par Alexandre Pouchkine dans un poème du même nom en 1836 comme nom déformé du loup-garou slave « volkolak ». Il est également à noter que l'œuvre d'A. K. Tolstoï a contribué à la consolidation du mot dans la langue russe,.
Les noms des personnages ne sont pas serbes : les noms Gorca (père) et Georgi (fils) correspondent au nom serbe Djordje ; le nom Piotr en serbe n'est utilisé qu'en haut lieu - dans la vie de tous les jours, il correspond au nom Pera ; le nom Zdenka est tchèque (variante féminine du nom Zdenek).

## Inspirations
Dans son récit, Tolstoï mentionne les Dissertations d'Augustin Calmet sur les vampires d'Europe orientale et les cas d'hystérie vampirique en Serbie au début du XVIIIe siècle (Peter Plogojowitz à Kisolova ; Arnold Paole à Medvegia). Selon la spécialiste de la littérature turque Duygu Özakın, Alibek (Ali Bey), l'auteur du vampirisme local, est une réminiscence d'Ali Ağa, le héros d'une histoire de sorcellerie serbe de la vallée de l'Ibar.
En outre, on peut supposer qu'il connaissait des œuvres comme Der Vampir de Heinrich August Ossenfelder (de), Lénore (1774) de Gottfried August Bürger, La Fiancée de Corinthe (1797) de Johann Wolfgang von Goethe et Le Vampire de John William Polidori. Les parallèles avec La Fiancée de Corinthe de Goethe sont particulièrement marqués. L'histoire d'amour entre le marquis d'Urfé et Sdenka est construite de manière semblable à celle des amants du poème de Goethe. Par ailleurs, on peut également spéculer sur le fait que Tolstoï ait tiré l'idée de son vampire, le Vourdalak, de l'introduction du Vampyr de Polidori.

## Adaptations au cinéma
- 1963 : Les Trois Visages de la peur (I tre volti della paura) film franco-italien réalisé par Mario Bava, film d'épouvante à sketchs dont le second volet est inspiré par La Famille du Vourdalak.
- 1972 : La Nuit des diables (La notte dei diavoli) film hispano-italien réalisé par Giorgio Ferroni, avec Gianni Garko et Agostina Belli
- 1990 : Semia vourdalakov (ru) (Семья вурдалаков), film soviétique réalisé par Guennadi Klimov et Igor Chavlak (ru)
- 1991 : Papa, le père Noël est mort (ru) (Папа, умер Дед Мороз), film soviétique réalisé par Evgueni Youfit (ru)
- 2017 : Vamps (ru) (Вурдалаки), film russe réalisé par Sergueï Guinzbourg (ru), avec Konstantin Krioukov et Mikhaïl Poretchenkov
- 2023 : Le Vourdalak, film français réalisé par Adrien Beau

## Adaptations au théâtre
Le 26 mars 2017, le théâtre de marionnettes D. N. Svetilnikov de Smolensk a créé une pièce pour adultes intitulée La Famille du Vourdalak.

## Édition française
- Oupires précédé de La Famille du Vourdalak et suivi du Rendez-vous dans trois cents ans, Paris, Ginkgo éditeur, coll. « Petite Bibliothèque slave », 2024, 224 p. (ISBN 978-2-84679-472-5)